# Robert Alford
Robert Alford (* 1. November 1988 in Hammond, Louisiana) ist ein ehemaliger US-amerikanischer American-Football-Spieler auf der Position des Cornerbacks. Er spielte zuletzt bei den Arizona Cardinals in der National Football League (NFL).

## Highschool
Alford ging auf die Hammond High Magnet School in seiner Geburtsstadt Hammond. Dort spielte er zunächst als Wide Receiver. Im ersten Jahr wurde er zum Rookie of the Year gewählt.

## College
Er besuchte von 2008 bis 2012 die Southeastern Louisiana University und war ab 2009 auf der Position des Cornerbacks gesetzt, als er neun von zehn Spielen bestritt. 2010 fehlte er die komplette Saison verletzungsbedingt, bevor er 2011 in allen elf Spielen zum Einsatz kam.

## NFL
Im NFL Draft 2013 wurde Alford in der zweiten Runde von den Atlanta Falcons als 60. Pick ausgewählt. In seiner ersten Saison erzielte er 60 Tackles und drei Turnovers.
Am 2. Oktober 2016 im Spiel gegen die Carolina Panthers erreichte er zwei Interceptions in einem Spiel. Eine konnte er zu einem Touchdown zurücktragen. Mit den Atlanta Falcons erreichte er nach der Saison 2016 den Super Bowl LI, welcher mit 28:34 verloren ging. Alford fing in diesem Spiel einen Pass von Tom Brady ab und trug ihn 82 Yards in die Endzone zu einem Touchdown zurück.
Ab 2019 bis 2020 stand Alford bei den Arizona Cardinals unter Vertrag, allerdings verpasste er die Spielzeiten 2019 und 2020 verletzungsbedingt. Nach der Saison 2020 entließen die Cardinals ihn. Kurz darauf einigte Alford sich mit den Cardinals auf einen neuen Einjahresvertrag.